# Gustav Noske
Gustav Noske (Brandenburg an der Havel 9 de julio de 1868 - Hannover, 30 de noviembre de 1946) fue un político socialdemócrata alemán, que se convirtió en el primer ministro de Defensa de Alemania entre 1919 y 1920, durante la República de Weimar.

## Biografía
Noske era político de ideología socialdemócrata, militante del Partido Socialdemócrata de Alemania (SPD) y un miembro del parlamento alemán durante la Primera Guerra Mundial. Había mostrado desde antes un fuerte interés en asuntos militares y coloniales. Se encontraba situado en el ala derecha del SPD. 
Tras el final de la contienda y el estallido de la Revolución de Noviembre, Noske fue nombrado Ministro de Defensa de la nueva República de Weimar y se encargó de reconstruir las Fuerzas Armadas alemanas. Sabiendo que lo mejor para detener a la Liga Espartaquista era echar mano lo más rápido posible de los Freikorps, los cuales frustraron y permitieron la sofocación violenta del llamado Levantamiento Espartaquista (Spartakusaufstand). Más adelante fue presidente de la Provincia de Hannover (1920-1933), pero fue expulsado de su cargo tras el ascenso al poder de los nazis en 1933. En 1944 la Gestapo, bajo la sospecha de que Noske había participado en el atentado del 20 de julio contra Hitler, lo arrestó y lo envió al Campo de concentración de Ravensbrück. Noske fue liberado por las tropas aliadas y vivió sus últimos tiempos en Hannover. Murió mientras se preparaba para un viaje a una conferencia de los Estados Unidos.